# Masahiro Hamazaki
Masahiro Hamazaki (jap. 浜崎昌弘 Hamazaki Masahiro; ur. 14 marca 1940 roku w prefekturze Osaka, zm. 10 października 2011 roku w Kitakiusiu) – japoński piłkarz, reprezentant kraju.

## Kariera klubowa
Jako piłkarz grał w takim klubie jak Nippon Steel. Karierę zakończył w 1972.

## Kariera reprezentacyjna
Karierę reprezentacyjną rozpoczął w 1966 roku. W sumie w reprezentacji wystąpił w 2 spotkaniach. Został powołany do kadry na Igrzyska Olimpijskie w 1968 roku.

## Statystyki
| Reprezentacja Japonii | Reprezentacja Japonii | Reprezentacja Japonii |
| Rok                   | Mecze                 | Gole                  |
| --------------------- | --------------------- | --------------------- |
| 1966                  | 2                     | 0                     |
| Razem                 | 2                     | 0                     |